# Хольст, Эрика
Ильва Эрика Хольст (швед. Ylva Erika Holst; 8 апреля 1979, Буа, коммуна Варберг, Швеция) — шведская хоккеистка, игравшая на позиции центрального нападающего. Выступала за шведские клубы: «Веддиге», «Мелархёйден/Бреденг», «Лимхамн» и «Сегельторп». Игрок национальной сборной Швеции, первая в женском хоккее сыграла более 300 международных матчей. 10 лет исполняла обязанности капитана национальной сборной. Выступала на четырёх Олимпиадах, став серебряным призёром 2006 года и бронзовым призёром 2002 года. Двукратный бронзовый призёр чемпионатов мира (2005 и 2007). Чемпионка Европы (1996). Шестикратная чемпионка Швеции. В период с 1999 по 2003 год играла за студенческую команду «Миннесота-Дулут Бульдогз», трижды выиграв чемпионат Национальной ассоциации студенческого спорта (NCAA). Признана лучшей хоккеисткой Швеции 2006 года. Завершила игровую карьеру по окончании сезона 2011/12. В марте 2015 года первой из женщин была включена в Зал славы шведского хоккея. В настоящее время работает в Шведской хоккейной ассоциации, где занимается развитием женского хоккея.

## Биография

### Ранние годы. Первые Олимпийские игры
Эрика Хольст родилась в деревне Буа, расположенной в коммуне Варберг. Начала заниматься хоккеем в 4 года, после того как увидела по телевизору игру Бенгт-Оке Густафссона. Хольст тренировалась в ближайшем городе, Веддиге, где располагалась женская хоккейная команда. Долгое время играла в командах вместе с мальчиками. Хольст дебютировала за взрослую женскую команду «Веддиге» в возрасте 11 лет. В 1993 году она выиграла бронзу чемпионата Швеции. Уровень игры Хольст был отмечен специалистами, её включили в сборную провинции Халланд для участия в юношеском турнире TV-pucken; она стала единственной девушкой, игравшей в розыгрыше 1994 года. В этом сезоне она дебютировала за сборную Швеции. Хольст сыграла на чемпионате Европы 1995, где вместе с национальной командой завоевала серебряные медали. Эрика была самой юной в сборной, средний возраст которой превышал 22 года. «Веддиге» принимал участие в финальном турнире, где Эрика стала лучшим снайпером своей команды, забросив 8 шайб. В сезоне 1995/96 «Веддиге» занял четвёртое место, проиграв в матче за 3-е место команде «Вестерханинге» со счётом 2:8. Хольст сыграла на чемпионате Европы 1996, проводимом в Ярославле. Она помогла сборной Швеции впервые в своей истории выиграть континентальное первенство.
В 1997 году Хольст сыграла на чемпионате мира, который проводился в первый раз за три года. В следующем сезоне она приняла участие на первом женском хоккейном турнире Зимних Олимпийских игр 1998 в Нагано. Эрика стала лучшим бомбардиром своей сборной, набрав 5 (2+3) очков в 5 матчах. В составе «Веддиге» она завоевала бронзовую медаль чемпионата 1997/98. По окончании сезона Хольст решила покинуть клуб и подписала контракт с одним из сильнейших клубов страны — «Мелархёйден/Бреденг». Перед началом нового сезона Эрика восстановилась от травмы и помогла «Мелархёйден/Бреденг» завоевать чемпионский титул; в полуфинале финального раунда она приняла участие в победе над «Веддиге» со счётом 19:0. В марте Хольст сыграла на чемпионате мира 1999, исполняя роль помощника капитана. Она стала лучшим бомбардиром своей национальной команды, проигравшей в матче за 3-е место сборной Финляндии — 2:8. По окончании сезона 1998/99 Эрика окончила школу. Она планировала продолжить играть в хоккей, но уровень зарплат в чемпионате Швеции был слишком низким. По примеру партнёрши по сборной, Марии Рут, Хольст решила продолжить карьеру в Северной Америке, играя за студенческую команду. В июне 1999 года Эрике позвонила многолетний тренер сборной Канады Шеннон Миллер и пригласила играть за возглавляемую её команду «Миннесота-Дулут Бульдогз» в Национальной ассоциации студенческого спорта (NCAA). В Университет Миннесоты-Дулут поступила также Рут. Две шведки сумели добиться больших успехов в Северной Америке, они трижды выигрывали чемпионат NCAA. Во время учёбы в США, Эрика регулярно принимала участие в международных матчах. Она выступала на Зимних Олимпийских играх 2002, впервые в статусе капитана национальной команды. Хольст стала лучшим бомбардиром команды и помогла сборной Швеции завоевать бронзовые медали. В 2003 году она завершила обучение в Университете Миннесоты-Дулут, получив диплом бакалавра прикладных наук по психологии.

### Серебряная медаль Турина. Завершение карьеры
Вернувшись в Швецию после обучения Эрика планировала продолжить карьеру в Стокгольме, пока её вместе с Рут не пригласил отец Перниллы Винберг в свою команду — «Лимхамн». В новом клубе Хольст и Рут вышли в финал чемпионата, где «Лимхамн» проиграл АИКу. По окончании сезона они покинули клуб и перешли в «Мелархёйден/Бреденг», обладавшим более сильным составом и лучшими условиями подготовки. Следующие два сезона она были лидерами лиги по результативности, дважды приводя «Мелархёйден/Бреденг» к победе в чемпионате Швеции. Хольст также добилась высоких результатов при выступлении на международном уровне. На чемпионате мира 2005, проходившим в Швеции, она помогла сборной впервые в своей истории завоевать бронзовые медали. Через год, во время Зимних Олимпийских игр 2006 в Турине, Хольст вместе со сборной совершили главную сенсацию в женском хоккее, выйдя в финал турнира, где они проиграли сборной Канады. Роль Эрики в успехе национальной команды был высоко оценён Шведской хоккейной ассоциацией, которая признала её лучшей хоккеисткой Швеции 2006 года. В этом же году Хольст объявила о своих отношениях с партнёршей по сборной Ильвой Линдберг.
В 2006 году «Мелархёйден/Бреденг» был преобразован в «Сегельторп». Хольст продолжила играть за новую команду, а её одноклубница с 1999 года, Мария Рут, перешла в АИК. В сезоне 2006/07 «Сегельторп» вышел в финал чемпионата, где проиграл в овертайме АИКу — 1:2; победную шайбу забросила Рут. На чемпионате мира 2007 Хольст вместе со сборной Швеции, как и два года назад, завоевала бронзовую медаль. В сезоне 2007/08 Эрика завершила регулярный чемпионат с лучшим показателем полезности в лиге — «+25». Она стала лучшим ассистентом и бомбардиром плей-офф, помогла «Сегельторпу» выиграть свой первый титул в истории. В следующем сезоне Эрика стала лучшим снайпером лиги, забросив 19 шайб. Она была лидером по проценту выигранных вбрасываний — 72,31 %. На чемпионате мира 2009 Хольст вместе с Тиной Энстрём установили рекорд среди шведских хоккеисток по количеству результативных баллов на одном мировом первенстве — 9. В 2010 и 2011 годах она дважды выигрывала чемпионат Швеции, оба раза становясь лучшим ассистентом лиги. В 2010 году она принимала участие на своей четвёртой Олимпиаде, проводимой в Ванкувере. Шведки были близки к завоеванию медалей, но, как и на предыдущем мировом первенстве, проиграли сборной Финляндии. После окончания Олимпийских игр Хольст хотела завершить карьеру из-за отсутствия мотивации, но после разговора с новым главный тренером сборной Швеции Никласом Хёгбергом решила изменить своё решение. В 2011 году Эрика стала первой хоккеисткой в мире, сыгравшей свой 300-й международный матч. В сезонах 2011/12 и 2012/13 Хольст играла по 12 матчей за сезон, не демонстрируя прошлой результативности. «Сегельторп» больше не занимал высоких мест по итогам чемпионатов. Осенью 2012 года Эрика Хольст сыграла свои последние матчи за сборную Швеции. По окончании сезона она завершила свою карьеру. В 2015 году она первой среди женщин была включена в Зал славы шведского хоккея. По окончании карьеры, в сезоне 2015/16, Хольст занимала должность спортивного директора в юниорской сборной Швеции. В настоящее время Эрика работает в Шведской хоккейной ассоциации, где занимается развитием женского хоккея. Она участвует в программах, направленных на улучшение условий хоккеисток в стране.

## Стиль игры
Эрика Хольст обладала высокими лидерскими способностями, проявлявшимися в роли капитана в клубе и сборной. Она выполняла объединительную функцию между игроками в команде. Кроме игры в атаке, Хольст отличалась большим объёмом работы в защите.

## Статистика
| Легенда | Легенда                    | Легенда | Легенда                   | Легенда | Легенда    |
| ------- | -------------------------- | ------- | ------------------------- | ------- | ---------- |
| И       | Количество проведённых игр | Штр     | Штрафное время            | +/−     | Плюс-минус |
| Г       | Голы                       | П       | Голевые передачи          | О       | Очки       |
| -       | Статистика неизвестна      | —       | Статистика не учитывалась |         |            |

### Международная
По данным: Eurohockey.com и Eliteprospects.com

## Достижения
| Год              | Команда                  | Достижение                                   | Достижение |
| ---------------- | ------------------------ | -------------------------------------------- | ---------- |
| Клубные          |                          |                                              |            |
| 1993, 1998       | Веддиге                  | Бронзовый призёр чемпионата Швеции (2)       |            |
| 1999, 2005, 2006 | Мелархёйден/Бреденг      | Чемпионка Швеции (6)                         |            |
| 2008, 2010, 2011 | Сегельторп               | Чемпионка Швеции (6)                         |            |
| 2000, 2002, 2003 | Миннесота-Дулут Бульдогз | Чемпионка WCHA (3)                           |            |
| 2001, 2002, 2003 | Миннесота-Дулут Бульдогз | Победительница турнира NCAA Championship (3) |            |
| 2004             | Лимхамн                  | Серебряный призёр чемпионата Швеции (3)      |            |
| 2007, 2009       | Сегельторп               | Серебряный призёр чемпионата Швеции (3)      |            |
| Международные    |                          |                                              |            |
| 1995             | Швеция                   | Серебряный призёр чемпионата Европы          |            |
| 1996             | Швеция                   | Чемпионка Европы                             |            |
| 2002             | Швеция                   | Бронзовый призёр Олимпийских игр             |            |
| 2005, 2007       | Швеция                   | Бронзовый призёр чемпионата мира (2)         |            |
| 2006             | Швеция                   | Серебряный призёр Олимпийских игр            |            |

| Год        | Команда    | Достижение                      | Достижение |
| ---------- | ---------- | ------------------------------- | ---------- |
| 2009       | Сегельторп | Лучший снайпер Рикссериен       |            |
| 2010, 2011 | Сегельторп | Лучший ассистент Рикссериен (2) |            |

| Год  | Достижение                            | Достижение |
| ---- | ------------------------------------- | ---------- |
| 2006 | Лучшая хоккеистка Швеции              |            |
| 2015 | Включена в Зал славы шведского хоккея |            |

- По данным Eliteprospects.com.

## Рекорды
| Швеция - Наибольшее количество очков на чемпионатах мира — 46 - Наибольшее количество передач на чемпионатах мира — 26 - Наибольшее количество очков на одном чемпионате мира — 9 (2009) (совместно с Тиной Энстрём) - Наибольшее количество передач на одном чемпионате мира — 6 (2011) (совместно с Перниллой Винберг) - Наибольшее количество передач на Олимпийских играх — 11 | «Сегельторп» - Наибольшее количество передач в Рикссериен — 111 - Наибольшее количество передач в одном сезоне Рикссериен — 33 в сезоне 2009/10 |

По данным: 1, 2 и 3